# Philogenia marinasilva
Philogenia marinasilva – gatunek ważki z rodziny Philogeniidae.